# موفزولاک
موفزولاک (INN) که با نام تجاری Disopain در ژاپن به فروش می‌رسد، یک داروی ضدالتهاب غیراستروئیدی (NSAID) است که بخاطر اثرات ضد درد و ضد التهابی آن استفاده می‌شود. اغلب برای روماتیسم مفصلی، کمردرد، شانه یخ‌زده و مدیریت درد پس از جراحی یا ضربه تجویز می‌شود. همچنین برای استفاده بالقوه در درمان التهاب عصبی در حال بررسی است.
عوارض جانبی شایع عبارتند از درد شکم، ناراحتی معده، حالت تهوع، خواب آلودگی، خارش، کهیر، بثورات پوستی، اریتما و ورم. عوارض جانبی جدی شامل زخم معده، خونریزی گوارشی، حمله آسم، یرقان، نارسایی حاد کبدی و ترومبوسیتوپنی است. مصرف این دارو در دوران بارداری یا شیردهی توصیه نمی‌شود.
موفزولاک از طریق مهار انتخابی سیکلواکسیژناز COX-1 و در نتیجه سرکوب سنتز پروستاگلاندین عمل می‌کند. این ماده قوی‌ترین و انتخابی‌ترین مهارکننده برگشت‌پذیر COX-1 است. مطالعات COX-1 گوسفندی در کمپلکس با موفزولاک نشان می‌دهد که این دارو ترکیبی از تماس‌های الکترواستاتیک، پیوند H، آبگریز و واندروالسی با کانال جایگاه فعال آنزیم ایجاد می‌کند که به میل پیوندی بالای موفزولاک کمک می‌کند.
موفزولاک به کلاس دارویی ایزوکسازول‌ها تعلق دارد و سوبسترایی از CYP2C9 است.
این دارو توسط شرکت Nipro ES Pharma, Ltd. تولید و به بازار عرضه می‌شود.